# Bracia pocieszyciele
Bracia Pocieszyciele (Zgromadzenie Pocieszycieli Boskiego Serca Jezusowego z Gethsemani) (łac. Congregatio Fratrum Consolatorum de Getsemani (CCG) - zakon założony przez o. Józefa Jana Litomiskiego w 1922 r. w Czechach i zatwierdzony przez papieża Piusa XI w tym samym roku.

## Historia
O. Józef Litomiski otrzymał święcenia kapłańskie w 1914 r., w czasie I wojny światowej pracował w szpitalu w Wiedniu. Podczas modlitwy został natchniony do założenia nowego Zgromadzenia. 12 grudnia 1922 roku, O. Litomski przedstawił swój plan założenia nowego zgromadzenia papieżowi Piusowi XI. Papież przychylił się do tego pomysłu. Na polecenie Stolicy Apostolskiej abp. Wiednia kardynał Piffl oficjalnie erygował Zgromadzenie Pocieszycieli 7 kwietnia 1922 roku. W 1950 r. komunistyczne władze Czechosłowacji ogłosiły kasację zakonu, a wielu zakonników Zgromadzenia zamknięto w więzieniach (w tym również o. Józefa Jana Litomiskiego).

## Pocieszyciele w Polsce
W Polsce pierwszą placówkę Braci Pocieszyciele założyli we Wrocławiu, w 1982 r. W 1994 r. Zgromadzenie przeniosło się do Włocławka, gdzie mieści się Kuria Prowincjalna Zgromadzenia i dom formacyjny. Bracia Pocieszyciele zajmują się opieką nad bezdomnymi i pracą duszpasterską we włocławskim więzieniu.